# Ryûgû-naka-no-iwa
Ryûgû-naka-no-iwa är en kulle i Antarktis. Den ligger i Östantarktis. Norge gör anspråk på området. Toppen på Ryûgû-naka-no-iwa är 44 meter över havet.
Terrängen runt Ryûgû-naka-no-iwa är kuperad. Havet är nära Ryûgû-naka-no-iwa åt nordväst. Trakten är obefolkad. Det finns inga samhällen i närheten.